# Roderen
Roderen é uma comuna francesa na região administrativa de Grande Leste, no departamento Alto Reno. Estende-se por uma área de 7,17 km². Em 2010 a comuna tinha 925 habitantes (densidade: 129 hab./km²).